# Reprezentacja Nowej Zelandii w piłce wodnej mężczyzn
Reprezentacja Nowej Zelandii w piłce wodnej mężczyzn – zespół, biorący udział w imieniu Nowej Zelandii w meczach i sportowych imprezach międzynarodowych w piłce wodnej, powoływany przez selekcjonera, w którym mogą występować wyłącznie zawodnicy posiadający obywatelstwo nowozelandzkie. Za jej funkcjonowanie odpowiedzialny jest Nowozelandzki Związek Pływacki (SNZ), który jest członkiem Międzynarodowej Federacji Pływackiej.

## Historia
W 1982 reprezentacja Nowej Zelandii rozegrała swój pierwszy oficjalny mecz na mistrzostwach świata.

## Udział w turniejach międzynarodowych

### Igrzyska olimpijskie
Reprezentacja Nowej Zelandii żadnego razu nie występowała na Igrzyskach Olimpijskich.

### Mistrzostwa świata
Dotychczas reprezentacji Nowej Zelandii 6 razy udało się awansować do finałów MŚ. Najwyższe osiągnięcie to 15. miejsce w 2007.

### Puchar świata
Nowa Zelandia żadnego razu nie uczestniczyła w finałach Pucharu świata.

### World League
Nowozelandzkiej drużynie jeden raz udało się zakwalifikować do finałów FINA Water Polo World League. W 2008 odpadła w rundzie wstępnej.